# Reinhard Eiben
Reinhard Eiben (Crossen, 4 dicembre 1951) è un ex canoista tedesco orientale.
È stato campione olimpico nel 1972 e campione del mondo nel 1973 nella gara di C1 di canoa slalom per la ex DDR.
Eiben iniziò a praticare la canoa sullo Zwickauer Mulde. Ai Campionati del Mondo nel 1971 ha concluso al 13º posto.
Alle Olimpiadi del 1972 per la prima volta le gare olimpiche si sono svolte nella canoa slalom. Sull'Augsburger Eiskanal Reinhard Eiben ha vinto nella Canadese monoposto davanti al tedesco occidentale Reinhold Kauder, il campione del mondo in carica.
Nella competizione a squadre dei campionati mondiali di canoa slalom, ha vinto la medaglia d'argento nel 1973 e nel 1975 e la medaglia d'oro nel 1977 con i compagni Peter Massalski e Lutz Körner.
Dopo la Coppa del Mondo 1977, in cui Eiben aveva conquistato l'ottavo posto nella competizione individuale, ha concluso la sua carriera.

## Palmarès
| Anno                | Manifestazione      | Sede                | Evento              | Risultato |
| ------------------- | ------------------- | ------------------- | ------------------- | --------- |
| 1971                | Campionato mondiale | Merano              | Slalom C1           | 13º       |
| 1972                | Olimpiade           | Monaco di Baviera   | Slalom C1           | Oro       |
| 1973                | Campionato mondiale | Muotathal           | Slalom C1           | Oro       |
| Slalom C1 a squadre | Campionato mondiale | Muotathal           | Argento             |           |
| 1975                | Campionato mondiale | Skopje              | Slalom C1 a squadre | Argento   |
| 1977                | Campionato mondiale | Spittal an der Drau | Slalom C1           | 8º        |
| Slalom C1 a squadre | Campionato mondiale | Spittal an der Drau | Oro                 |           |